# Sörlidtjärnarna, Ångermanland
Sörlidtjärnarna är en sjö i Örnsköldsviks kommun i Ångermanland och ingår i Nätraåns huvudavrinningsområde.